# Beata Stelmach
Beata Anna Stelmach (ur. 1 marca 1965) – polska ekonomistka i menedżer, w latach 2011–2013 podsekretarz stanu w Ministerstwie Spraw Zagranicznych, od 2025 prezes zarządu Totalizatora Sportowego.

## Życiorys
Ukończyła studia z zakresu finansów i statystyki w Szkole Głównej Planowania i Statystyki w Warszawie. Kształciła się również na Uniwersytecie Calgary i w INSEAD (uzyskując w obu instytucjach dyplom MBA), a także w ramach programów w New York Institute of Finance oraz Saïd Business School na Uniwersytecie Oksfordzkim.
Od 1991 związana z instytucjami rynku kapitałowego. Pracowała w Komisji Papierów Wartościowych i Giełd (m.in. jako dyrektorka sekretariatu i rzeczniczka). Była członkinią Komisji Egzaminacyjnej dla Maklerów Papierów Wartościowych. Była też konsultantką Banku Światowego. Od końca lat 90. związana z biznesem. Pełniła m.in. funkcję prezesa zarządu Warszawskiej Giełdy Towarowej (2000–2001), następnie wchodziła w skład organów kierowniczych spółki akcyjnej Prokom Software. Była wiceprezesem MCI Management oraz prezesem zarządu MCI Capital TFI. Zasiadała też w radach nadzorczych różnych przedsiębiorstw (w tym Biotonu) i w kierownictwie europejskiego stowarzyszenia spółek giełdowych EuropeanIssuers, a w 2006 została prezesem zarządu Stowarzyszenia Emitentów Giełdowych.
Zaangażowała się w działalność ruchu społecznego Kongres Kobiet, została członkinią rady programowej stowarzyszenia powołanego na jego bazie.
W maju 2011 premier Donald Tusk powołał ją na stanowisko podsekretarza stanu w Ministerstwie Spraw Zagranicznych. W styczniu 2013 weszła w skład rady Instytutu Adama Mickiewicza. W październiku tego samego roku zakończyła pracę w MSZ, przechodząc następnie do General Electric na stanowisko prezesa GE w Polsce i krajach bałtyckich. Złożyła rezygnację z zajmowanego stanowiska w grudniu 2017.
Pełniła funkcję wiceprezydenta Konfederacji Lewiatan. W listopadzie 2018 została prezesem PZL-Świdnik. Pełniła tę funkcję do czerwca 2020. Powoływana w skład rad nadzorczych takich przedsiębiorstw jak HSBC Bank Polska, Bank Millennium czy Stalexport Autostrady. W 2025 objęła stanowisko prezesa zarządu Totalizatora Sportowego.

## Odznaczenia
W 2013, za wybitne zasługi w podejmowanej z pożytkiem dla kraju pracy zawodowej i działalności dyplomatycznej, została odznaczona Krzyżem Kawalerskim Orderu Odrodzenia Polski.